# Fjarðabyggð
Fjarðabyggð és un municipi islandès situat a la regió d'Austurland. Té una extensió de 1.614 km² i una població de 5.247 habitants l'1 de gener de 2025.
El municipi va ser creat el 7 de juny 1998 mitjançant la fusió dels antics municipis d'Eskifjörður, Neskaupstaður i Reyðarfjörður. El 9 de juny de 2006 s'hi afegiren els municipis d'Austurbyggð (format l'1 d'octubre de 2003 per la fusió de Búdahreppur i Stöðvarhreppur), Fáskrúðsfjarðarhreppur i Mjóafjarðarhreppur.
Les principals poblacions del municipi són Neskaupstaður, Reyðarfjörður, Eskifjörður, Fáskrúðsfjörður, Stöðvarfjörður i Breiðdalsvík

## Agermanament
El municipi està agermanat amb:
- Gravelines, França (que estrictament està agermanat amb Fáskrúðsfjörður)
- Stavanger, Suècia (agermanat amb Neskaupstaður)
- Jyväskylä, Finlàndia